# Helicinae
Helicinae zijn een onderfamilie van weekdieren uit de klasse van de Gastropoda (slakken).

## Taxonomie
De volgende taxa zijn in de onderfamilie ingedeeld:
- Tribus Helicini Rafinesque, 1815
  - = Allognathidae Westerlund, 1902
  - = Cepaeini Pfeffer, 1930
  - = Otalini Pfeffer, 1930
  - = Creneini Pfeffer, 1930
  - = Metachloraeini Pfeffer, 1930
  - Geslacht Allognathus
  - Geslacht Assyriella
  - Geslacht Cantareus Risso, 1826
  - Geslacht Cepaea Held, 1838
  - Geslacht Codringtonia
  - Geslacht Cornu Born, 1778
  - Geslacht Eobania P. Hesse, 1913
  - Geslacht Helix Linnaeus, 1758
  - Geslacht Hemicycla
  - Geslacht Iberus
  - Geslacht Idiomela T. Cockerell, 1921
  - Geslacht Lampadia
  - Geslacht Leptaxis
  - Geslacht Levantina
  - Geslacht Otala Schumacher, 1817
  - Geslacht Pseudotachea
  - Geslacht Tyrrhenaria
- Tribus Murellini Hesse, 1918
  - = Tacheocampylaeinae Germain, 1928
  - Geslacht Macularia
  - Geslacht Marmorana W. Hartmann, 1844
  - Geslacht Tacheocampylaea
  - Geslacht Tyrrheniberus
- Tribus Thebini Wenz, 1923
  - = Xerophilidae Mörch, 1864
  - = Leucochroidae Westerlund, 1886
  - = Euparyphinae Perrot, 1939
  - Geslacht Theba Risso, 1826